# Isla de Bétou
La isla de Bétou (en francés: Île de Bétou) es una de las islas más grandes en el río Ubangui (rivière Oubangui), al sur y después de Bétou en la frontera entre la República del Congo y la República Democrática del Congo. Se trata de un territorio de 20 km de largo. Se localiza en las coordenadas geográficas 02°54′45″N 18°28′21″E / 2.91250, 18.47250